# Guillermo Navarro
Guillermo Jorge Navarro Solares, född 29 juli 1955 i Mexico City, är en mexikansk filmfotograf och TV-regissör. Han började arbeta inom Hollywood under år 1994, och har sedan dess haft frekventa samarbeten tillsammans med Guillermo del Toro och Robert Rodriguez. År 2007 vann han både en Oscar och ett Goyapris för bästa foto, detta för sin insats i filmen Pans labyrint (regisserad av Guillermo del Toro). Han har också varit filmfotograf på andra låg- och högbudgetfilmer, såsom Hellboy, Zathura – Ett rymdäventyr, Natt på museet, och Pacific Rim.

## Filmografi (i urval)

### Filmfotograf

#### Filmer
- 1992 – Cronos
- 1995 – Desperado
- 1996 – From Dusk Till Dawn
- 1996 – Blue Eyes
- 1996 – Long Kiss Goodnight
- 1997 – Spawn
- 1997 – Jackie Brown
- 1999 – Stuart Little
- 2001 – Spy Kids
- 2001 – The Devil's Backbone
- 2003 – Imagining Argentina
- 2004 – Hellboy
- 2005 – Zathura – Ett rymdäventyr
- 2006 – Pans labyrint
- 2006 – Natt på museet
- 2008 – Hellboy II: The Golden Army
- 2011 – The Resident
- 2011 – I Am Number Four
- 2011 – The Twilight Saga: Breaking Dawn – Part 1
- 2012 – The Twilight Saga: Breaking Dawn – Part 2
- 2013 – Pacific Rim
- 2014 – Natt på museet: Gravkammarens hemlighet
- 2018 – London Fields
- 2020 – Dolittle
- 2021 – The Unforgivable

#### TV-serier
- 2017 – Star Trek: Discovery (TV-serie)
- 2019 – Godfather of Harlem (TV-serie)

#### Musikvideos
- 2016 – "Fade" (Kanye West)
- 2016 – "My Way" (Calvin Harris)

### Regissör

#### TV-serier
- 2013–2015 – Hannibal (TV-serie)
- 2014 – The Bridge (TV-serie)
- 2015 – The Whispers (TV-serie)
- 2015 – Narcos (TV-serie)
- 2015 – Limitless (TV-serie)
- 2015 – Sleepy Hollow (TV-serie)
- 2016 – Damien (TV-serie)
- 2016 – Preacher (TV-serie)
- 2016 – Marvel's Luke Cage (TV-serie)
- 2019–2021 – Godfather of Harlem (TV-serie)
- 2020 – For Life (TV-serie)
- 2022 – Guillermo del Toro's Cabinet of Curiosities (TV-serie)

#### Musikvideo
- 2012 – "Blue Eyed Sailor" (Mía Maestro)